# Dimitri Lavalée
Dimitri Lavalée, né le 13 janvier 1997 à Soumagne en Belgique, est un footballeur belge qui joue au poste de défenseur central au Sturm Graz.

## Biographie

### En club
Né à Soumagne en Belgique, Dimitri Lavalée est notamment formé par le Standard de Liège où il y signe son premier contrat professionnel. Le 13 juillet 2018, Lavalée est prêté au MVV Maastricht, en Eerste Divisie. C'est avec ce club qu'il fait ses débuts en professionnel le 24 août 2018, lors d'une rencontre de championnat contre le SC Telstar. Titulaire, le MVV Maastricht s'impose un but à zéro. 
De retour au Standard de Liège, il joue son premier match avec les Rouches le 24 octobre 2019, lors d'une rencontre d'Europa League face à l'Eintracht Francfort. Titulaire ce jour-là, son équipe s'incline sur le score de deux buts à un. Le 10 novembre 2019, il joue son premier match de championnat contre le KV Malines. À nouveau titulaire, les Rouches s'inclinent sur le score de deux buts à un. 
En fin de contrat avec le Standard, il est transféré en juillet 2020 au 1. FSV Mayence 05. Lors de son passage en Allemagne, il ne joue aucune rencontre, se contentant seulement de quelques apparitions sur le banc.
En 18 janvier 2021, le club allemand le prête au Saint-Trond VV. Avec le club trudonnaire, il fait ses débuts le 27 janvier 2021, pendant un match de championnat face à La Gantoise. Les deux équipes se neutralisent sur le score d'un but partout. Il inscrit son premier but le 24 octobre 2021 face à Oud-Heverlee Louvain. Saint-Trond s'incline sur le score de quatre buts à un.
De retour à Mayence à la fin de son prêt, le défenseur est cédé au KV Malines. Il joue sa première rencontre le 24 juillet 2022 face à l'Antwerp. Les malinois s'inclinent sur le score de deux buts à zéro.

## Palmarès

### En club
|  |  | Sturm Graz - Championnat d'Autriche (2) : - Champion : 2024 et 2025. - Coupe d'Autriche (1) : - Vainqueur : 2024. |